# 脱落酸
離層素（英語：abscisic acid），簡稱，也称離酸、離素、離層酸、休眠素、S-诱抗素、逆境激素，是一种植物激素， 1963年，Ohkuma、 Addicott、 Eagles Wareing在不同国家分别从棉花幼铃及槭树叶片中分离出天然脱落酸；1965年Ohkuma等利用紫外光谱、红外光谱、核磁共振谱及质谱确定了其平面化学结构式；1967年，在第六届国际生长调节物质会上对其正式命名。

## 功能
ABA主要功能有二：一、使种子和芽休眠，提高植物耐旱性。（抑制種子發育）
二、氣孔關閉，減少水分的蒸散作用。另外，脱落酸會抑制植物的成長，通常會拮抗生長素、吉貝素的作用。（乾旱逆境，促使氣孔關閉）、
抑制細胞分裂素合成 、
調節減少光合作用所需的酶，等植物生理作用有關。

## 結構
天然脱落酸（S-ABA）化学结构式是一个15碳的以异戊二烯为基本单位的倍半萜羧酸。Nakanishi （页面存档备份，存于）等人利用天然脱落酸分子内含有两个不同生色团直接进行CD谱测定，完成了对天然脱落酸的绝对构型（6β-OH）的修正研究，修正后的绝对构型如图所示。天然脱落酸分子具有的烯酮生色团与共轭二烯酸可以发生耦合作用。[（+)-cis-，4-trans-ABA]和[（+)-trans，trans-ABA]，它们的6位具有相同构型，仅共轭二烯部分互为顺反异构体，通过UV谱发现这两个化合物中个生色团产生的第一和第二裂分Cotton效应判断，均为正的手征性，由此确定两个化合物C-6构型相同，同为S构型。

S-ABA与R-ABA结构分析：脱落酸化学结构的环上位为一个手性碳原子，因此脱落酸有一个对应异构体，即有右旋型[（+）-2-cis,4-trans-ABA（S-ABA）]与左旋型[（－）-2-cis,4-trans-ABA(R-ABA)]两种旋光异构体；又因其支链结构上C2和C3（6β-OH）之间是双键，所以存在两个顺反几何异构体。

注：
1. 植物体内的天然脱落酸[（S-ABA）是[（+)-cis-，4-trans-ABA]，同时含有微量[（+)-trans，trans-ABA]。
2. 合成脱落酸是[（±)-cis-，4-trans-ABA]、[（±)-trans，trans-ABA]。

在微生物固态发酵生产天然脱落酸中也含有低于0.1%的衍生物。

## 合成與代謝
概述：从脱落酸的发现到目前为止，世界各国的科学家对其进行了长期深入的研究，且在不同的植物、微生物以及人体中发现了脱落酸。并且脱落酸的各种合成路径也在缓慢的发展。现在就对目前的各种合成路径进行总结

### 植物中的合成路径
- 类胡萝卜素途径（terpenoid pathway）脱落酸的合成

通过2-C-甲基-D-赤藻糖醇-4-磷酸途径合成异戊烯焦磷酸（IPP）和二甲基烯基焦磷酸（DMAPP），二者进一步合成C15-牻牛儿基焦磷酸，经过法呢基焦磷酸（farnesylpyrophosphate,FPP)，进一步聚合成牻牛儿基牻牛儿基焦磷酸，从而合成C40-八氢类胡萝卜素；在酶的催化下产生一系列的氧化裂解等反应后，生成紫黄质(violaxanthin)，在通过2 顺式 黄质醛(xanthoxin)，黄质醛迅速代谢成为脱落酸。

### 微生物中的合成路径
- 合成脱落酸的微生物有很多，如蔷薇色尾孢霉、灰葡萄孢霉菌、菜豆尾孢霉、瓦菌、赤松尾孢霉等，通过科学家的研究，我们已知道部分真菌ABA的合成途径，但是关于真菌合成ABA的关键基因还没找到；以及许多参与ABA合成的酶编码基因有待发现；是否具有同植物合成ABA相同的C40-类胡萝卜素降解途径，还需要进一步研究；
- 通过大量的实验及生产，探索了很多关于灰葡萄孢霉合成ABA的调控方法，有效的提高了灰葡萄孢霉合成脱落酸的量，但是调控的机制还需要进一步的发掘。下面是以1′4-ABA二醇作为灰葡萄孢霉合成ABA主要前体的途径。